# Kibernetikai rendszer
A kibernetikai vizsgálat számára rendszer az olyan élő vagy élettelen test, illetve ilyeneknek az együttese, aminek az állapota a külső megfigyelő számára egyértelműen eldönthető.
Megjegyzés: Ez a leírás csupán az alapfogalom egyik lehetséges magyarázata. A kibernetika célja, hogy a rendszernek tekintett elem-együttesek viselkedését, környezetével való kapcsolatát (kommunikációját) valamint a rendszer és környezete közötti kölcsönhatásokat (például vezérlés) vizsgálja és leírja.

## Alapfogalmak
(Néhány ezek közül a matematikai modell segítségével értelmezhető.)

### Állapotvektor
A rendszer állapotát egy vagy több mérhető jellemző együttesen határozza meg. Ezek az állapotjelzők, paraméterek
{\displaystyle p_{1},p_{2},p_{3},...,p_{n}\ }
A paraméterek egy meghatározott sorrendben az állapotvektort adják
{\displaystyle {\vec {x}}=(p_{1},p_{2},p_{3},...,p_{n})}.
A paraméterek n száma az állapotvektornak és egyúttal a rendszernek a dimenziója.
Például egy ember egészségi állapotát a vérnyomása, a pulzusa, a vércukor-szintje stb. jellemezheti. Ezeket az adatokat kötött sorrendben szokták kezelni: 135/80/60 a systolés/diastolés nyomás és a pulzus. Az adóhivatal számára az adóalanyt a jövedelme, tulajdonainak értéke, gépjárművének súlya-teljesítménye stb. jellemzi. A rendszer állapotvektora tehát a vizsgálat céljától függő fogalom.

### Állapothalmaz
Az állapotvektor összes elképzelhető értéke a rendszer állapothalmaza
{\displaystyle X=\{{\vec {x}}_{1},{\vec {x}}_{2},{\vec {x}}_{3},...\}}.
A lehetséges állapotok V száma a véges rendszer volumene. Ha félreértést nem okoz, e részhalmazt is állapothalmaznak nevezik.
Például egy óra-számlap állapotát, az aktuális időpont: h óra, m perc és s másodperc – írja le. Az állapotvektor a t=(h,m,s) hármas. Ezek mindegyike pozitív mértékű, de a rendszer paraméterei csak korlátozott értékeket vehetnek fel. A rendszer volumene V=12×60×60, ha csak a paraméterek egész értekeit vesszük figyelembe.
Ha a paraméterek értéke akármilyen kis mértékben megváltozhat a rendszert folytonosnak, különben diszkrétnek mondjuk. (V.ö.: hagyományos és digitális óraszámlap.)
Az állapotvektor változása a rendszer mozgása (elmozdulása). Azok az átmenetek, amik a rendszer természetes viselkedése során megtörténhetnek a megengedett átmenetek halmazát alkotják.